# Letestua durissima
Letestua durissima är en tvåhjärtbladig växtart som först beskrevs av Auguste Jean Baptiste Chevalier, och fick sitt nu gällande namn av Paul Lecomte. Letestua durissima ingår i släktet Letestua och familjen Sapotaceae. Inga underarter finns listade i Catalogue of Life.